# Antonia Moraiti
Antonia "Tonia" Moraiti (grekiska: Αντωνία "Τόνια" Μωραΐτη), född 2 maj 1977 i Aten, är en grekisk vattenpolospelare. Hon ingick i Greklands landslag vid olympiska sommarspelen 2004.
Moraiti tog OS-silver i damernas vattenpoloturnering i samband med de olympiska vattenpolotävlingarna 2004 i Aten. Hennes målsaldo i turneringen var ett mål.